# Commander Blood
 (juin 2019).
Si vous disposez d'ouvrages ou d'articles de référence ou si vous connaissez des sites web de qualité traitant du thème abordé ici, merci de compléter l'article en donnant les références utiles à sa vérifiabilité et en les liant à la section « Notes et références ».
Commander Blood est un jeu d'aventure de science fiction sorti en 1994, développé par Cryo Interactive, qui développa aussi le précédent opus L'Arche du Captain Blood sorti 1988. Le jeu est conçu pour tourner sous MS-DOS. Il aura une suite, Big Bug Bang, sorti en 1996.